# Gel
Gel (latinski: gelu "smrzavanje, led" ili  gelatus "smrznuto, nepokretljivo") je hidrofilni koloid, koji se tipično sastoji od 99% vode.
Gel se sastoji od finih niti ili slojeva. U međuprostorima te mrežaste strukture su uklopljene molekule vode. Najpoznatija anorganska tvar koja daje gelove je ortosilikatna kiselina. On je, možemo reći, emulzija krutine i plina. 
Stvaranje gelova je karakteristično za proteine, npr. želatina koji nastaje od kolagena.